# Microporella stenoporta
Microporella stenoporta är en mossdjursart. Microporella stenoporta ingår i släktet Microporella och familjen Microporellidae. Inga underarter finns listade i Catalogue of Life.